# Gamme de montage et de démontage
Une gamme de montage et une gamme de démontage sont des documents décrivant la manière dont doivent être montées et démontées des machines. L'opération est découpée en tâches appelées « phases »,. Le document peut être présenté :
- sous la forme d'un tableau ;
- sous la forme d'une arborescence : on parle aussi de « râteau de montage/de démontage » ;
- d'une vue éclatée de la machine.

Parfois appelés gammes d'assemblage, ce sont des cas particuliers de gammes de fabrication.
| Ph. | Opération        | Outillage                         | Remarques |
| --- | ---------------- | --------------------------------- | --------- |
| 10  | Vidange          | Clef de 12, bidon de récupération |           |
| 20  | Repérage         |                                   |           |
| 30  | Dépose du carter | Clef six pans de 8                |           |
| …   |                  |                                   |           |